# Гадеа, Ильда
Ильда Гадеа Акоста (исп. Hilda Gadea Acosta; 21 марта 1925, Лима, Перу — 1974, Гавана, Куба) — перуанская экономистка и революционерка, член левобуржуазной партии АПРА, первая жена Че Гевары, с которой последний познакомился в Гватемале. Сестра Рикардо Гадеа.
Брак заключён 8 августа 1955, расторгнут 22 мая 1959.